# Caergwrle Castle
Caergwrle Castle (walisisk: Castell Caergwrle), også kendt som Queen's Hope i forskellige tekster, er en borg, der ligger i byen Caergwrle i Flintshire, Wales. Den blev opført af waliserne under Dafydd ap Gruffydd til at tjene Edvard 1. af England. Da Dafydds tropper gjorde oprør mod englænderne, sendt kong Edvard Reginald de Grey, 1. Baron Grey de Wilton til at indtage borgen i juni 1282, men Dafydd var flygtet og havde ødelagt bygningen. Genopbygningsarbejdet blev igangsat og den blev givet til Edvards hustru Eleonora af Kastilien.
Der blev planlagt at opføre en by ved foden af borgen, men den blev forladt efter en forladt efter en brand brød ud i september 1283, hvor både Edvard og Eleanora var til stede. Den blev videregivet ned igennem den kongelige slægt, men den blev aldrig genopført.
I 1823 opdagede en arbejder Caergwrle Bowl, der er en unik bronzeskål fra bronzealderen, nær borgen.